# Królowa Niwa (gmina)
Królowa Niwa – dawna gmina wiejska istniejąca do 1954 roku w woj. lubelskim/warszawskim. Siedzibą władz gminy była początkowo Królowa Niwa a następnie Krzesk Stary (Krzesk).
W okresie międzywojennym gmina należała do powiatu siedleckiego w woj. lubelskim. 1 kwietnia 1928 do gminy Królowa Niwa włączono część obszaru znoszonej gminy Pióry.
Po wojnie gmina zachowała przynależność administracyjną. 1 stycznia 1949 roku gmina wraz z całym powiatem siedleckim została przeniesiona do woj. warszawskiego. Według stanu z dnia 1 lipca 1952 roku gmina składała się z 19 gromad. Gmina została zniesiona 29 września 1954 roku wraz z reformą wprowadzającą gromady w miejsce gmin. Jednostki nie przywrócono 1 stycznia 1973 roku po reaktywowaniu gmin.